# George Wallace
George Corley Wallace (Clio (Alabama), 25 augustus 1919 – Montgomery (Alabama), 13 september 1998) was een Amerikaans politicus van de Democratische Partij. Hij was van 1963 tot 1967, van 1971 tot 1979 en van 1983 tot 1987 gouverneur van de staat Alabama. In 1964, 1972 en 1976 deed hij mee aan de Democratische voorverkiezingen voor het presidentschap, maar werd verslagen. In 1968 was hij wel presidentskandidaat, maar voor de American Independent Party.

## Opleiding en militaire dienst
Tijdens zijn middelbare school was hij een vrij succesvol bokser. Eind jaren 1930 begon hij aan zijn studie rechten en in 1942 studeerde hij af. Wallace nam actief deel aan de Tweede Wereldoorlog. Als piloot bij de Amerikaanse luchtmacht vocht hij tegen de Japanners in Zuidoost-Azië. Tijdens zijn militaire dienst in de Tweede Wereldoorlog kreeg hij hersenvliesontsteking en het scheelde maar weinig of hij stierf. Zijn zenuwstelsel was sindsdien ernstig beschadigd.
Tijdens zijn dienst diende Wallace onder generaal Curtis LeMay, die later zijn kandidaat-vicepresident zou zijn.

## Vroege carrière
In 1946 werd George Wallace in de wetgevende vergadering van Alabama gekozen voor de Democratische Partij. Hij gold toen als een gematigde liberaal en tegenstander van rassensegregatie (van blanken en zwarten). Tijdens de Nationale Conventie van de Democraten in 1948 stelde hij zich op als verdediger van de rechten van de Amerikaanse deelstaten en keerde hij zich tegen de plannen van president Harry S. Trumans (ook een Democraat) om het centraal gezag te versterken.
In 1953 werd hij tot rechter gekozen. In 1958 deed Wallace een gooi naar het gouverneurschap van Alabama. Zijn belangrijkste tegenkandidaat John Patterson (Democratische Partij) won echter dankzij de steun van de Ku Klux Klan. Wallace legde de schuld voor zijn verlies bij de anti-segregationistische burgerrechtenorganisatie NAACP, die Wallace steunden. Hij werd daarna een fel voorstander van de rassenscheiding.

## Gouverneur van Alabama
In 1962 werd Wallace als segregationistisch kandidaat van de Democraten tot gouverneur van Alabama gekozen. Bij zijn inauguratiespeech in januari 1963 beloofde hij "segregation now, segregation tomorrow, segregation forever". Op 11 juni 1963 vond zijn actie Stand in the Schoolhouse Door plaats. Wallace blokkeerde de deur van het Foster Auditorium van de University of Alabama om te voorkomen dat twee zwarte studenten de witte universiteit betraden. Hij werd echter overruled door president Kennedy, die de Nationale Garde van Alabama onder federaal bevel plaatste en naar de ingang van de universiteit stuurde, waarna de twee zwarte studenten hun eerste colleges konden volgen.
In 1963 vond er een aanslag plaats op de 16th Street Baptist Church in Birmingham door witte racisten. Vier Afro-Amerikaanse meisjes kwamen hierbij om het leven. Burgerrechtenleiders beschuldigden Wallace en politiechef Eugene Connor ervan dat zij een klimaat van haat hadden geschapen in Alabama, waardoor dit soort incidenten plaats kon vinden.
In 1964 probeerde Wallace presidentskandidaat te worden voor de Democraten, maar werd het uiteindelijk niet. Wel won hij de voorverkiezing van de Democraten in Wisconsin, Maryland en Indiana.
De grondwet van Alabama voorzag niet in een directe herverkiezing als gouverneur, daarom liet Wallace zijn vrouw, Lurleen, meedoen aan de gouverneursverkiezingen. Lurleen Wallace werd ook tot gouverneur gekozen. Werkelijke machthebber bleef haar man George Wallace, die op de achtergrond aan de touwtjes trok. Lurleen overleed echter in 1968. Plaatsvervangend gouverneur Albert Brewer volgde haar op.

## Kandidaat voor deAmerican Independent Party
In 1968 was Wallace opnieuw presidentskandidaat. Hij was de kandidaat van de rechtse American Independent Party (Amerikaanse Onafhankelijkheidspartij). Wallace behaalde opmerkelijke successen in het zuiden van de Verenigde Staten.

## Opnieuw gouverneur
In 1971 werd Wallace opnieuw gouverneur van Alabama namens de Democratische Partij en volgde hij Albert Brewer op. In 1972 probeerde hij opnieuw de presidentskandidaat van de Democraten te worden, maar werd verslagen.
In mei 1972, tijdens zijn campagne om de Democratisch presidentskandidaat te worden, pleegde Arthur Herman Bremer een mislukte aanslag op Wallace' leven. Hierdoor was Wallace enige maanden uit de roulatie en de rest van zijn leven zat hij in een rolstoel. Aanvankelijk dacht men dat het om een politieke aanslag ging, maar dit bleek niet zo te zijn. Bremer wilde via zijn aanslag persoonlijke aandacht krijgen. De aanslag pakte positief uit voor Wallace en hij won enkele voorverkiezingen.
Zijn campagne in 1976 voor de Democratische nominatie voor het presidentschap verliep slecht voor Wallace, omdat hij door ziekte zich uiteindelijk uit de race moest terugtrekken.

## Wallace bekering en zijn laatste termijn als gouverneur
Eind jaren 70 werd hij een wedergeboren Christen (born-again Christian). Deze bekering bracht een grote verandering met zich mee: Wallace brak met het segregationisme en bood zijn excuses aan voor zijn vroegere racisme en het verdriet dat hij de Afro-Amerikanen had aangedaan. Hij beloofde zich in te zetten voor een beleid van "verzoening en vergeving."
In 1982 werd Wallace voor de laatste keer gekozen als gouverneur. In 1983 werd hij beëdigd. Tijdens dit laatste gouverneurschap benoemde hij een recordaantal Afro-Amerikanen in het bestuur van de staat Alabama. Bij de gouverneursverkiezingen van 1987 stelde hij zich niet meer kandidaat.
George Wallace overleed in 1998.

## Uitspraken van Wallace
- (tegen Hippies die hem fascistisch vonden): "Ik doodde fascisten toen jullie uitschot nog luiers aanhadden. Jullie schelden mij uit met een vierletterwoord (Nazi), wel, ik heb twee vier letterwoorden voor jullie ZEEP en WERK."
- (tegen burgerrechtenactivisten die vonden dat het beleid van Wallace een slechte indruk zou wekken in Afrika, waar de VS toen invloed wilde verkrijgen): "Deze mensen (Afrikanen) weten niet eens waar hun eigen landen liggen, laat staan Alabama."
- (Tijdens zijn inauguratierede van 1964): "Segregatie vandaag, Segregatie morgen, Segregatie voor altijd!"
- (nadat hij werd verslagen als gouverneurskandidaat in 1958): "Ik zal nooit meer outniggered (tegengewerkt worden door negers) worden."

- Bibliothèque nationale de France: cb123781447 (data)
- Gemeinsame Normdatei: 118806017
- International Standard Name Identifier: 0000 0001 1473 9832
- Library of Congress Control Number: n82048664
- National Archives and Records Administration: 10569453
- Nationale Bibliotheek van Israël: 987007569891505171
- Nationale Bibliotheek van Polen: a0000003630270
- Nederlandse Thesaurus van Auteursnamen: 068700652
- SNAC: w66n3x84
- Système universitaire de documentation: 03282758X
- Virtual International Authority File: 65418751
- WorldCat: E39PBJwRVTHm3MQPT4rMMdQwmd